# Zamek w Środzie Śląskiej
Zamek w Środzie Śląskiej – wybudowany w XIV w., w Środzie Śląskiej.

## Położenie
Ruina zamku położona jest w mieście w województwie dolnośląskim, w powiecie średzkim.